# Брињева Драга
Брињева Драга (хрв. Brinjeva Draga) је насељено место у граду Чабар, Приморско-горанска жупанија, Хрватска.

## Историја
До територијалне реорганизације у Хрватској била је у саставу старе општине Чабар.

## Становништво
У попису становништва из 2011. године, Брињева Драга је имала 5 становника.
| Број становника према пописима | Број становника према пописима | Број становника према пописима | Број становника према пописима | Број становника према пописима | Број становника према пописима | Број становника према пописима | Број становника према пописима | Број становника према пописима | Број становника према пописима | Број становника према пописима | Број становника према пописима | Број становника према пописима | Број становника према пописима | Број становника према пописима | Број становника према пописима |
| ------------------------------ | ------------------------------ | ------------------------------ | ------------------------------ | ------------------------------ | ------------------------------ | ------------------------------ | ------------------------------ | ------------------------------ | ------------------------------ | ------------------------------ | ------------------------------ | ------------------------------ | ------------------------------ | ------------------------------ | ------------------------------ |
| 1857                           | 1869                           | 1880                           | 1890                           | 1900                           | 1910                           | 1921                           | 1931                           | 1948                           | 1953                           | 1961                           | 1971                           | 1981                           | 1991                           | 2001                           | 2011                           |
| 42                             | 33                             | 25                             | 34                             | 31                             | 25                             | 31                             | 36                             | 19                             | 26                             | 24                             | 17                             | 15                             | 14                             | 11                             | 5                              |